# Río Cuja
Río Cuja är ett vattendrag i Colombia.   Det ligger i departementet Cundinamarca, i den centrala delen av landet, 60 km sydväst om huvudstaden Bogotá.